# Завидче
Завидче (укр. Завидче) — село в Лопатинской поселковой общине Шептицкого района Львовской области Украины, расположено на реке Лошевка.
Население по переписи 2001 года составляло 396 человек. Занимает площадь 1,456 км². Почтовый индекс — 80233. Телефонный код — 3255.